# Mario Gigante
Mario Gigante (* 4. November 1923; † 10. März 2022) war ein hohes Mitglied der US-amerikanischen Cosa Nostra in New York City und war Oberhaupt der Genovese-Familie. 
Gigante war einer von fünf Söhnen des Uhrmachers Salvatore Gigante und der Näherin Yolanda Gigante, die von Neapel nach New York City eingewandert waren. Er war der ältere Bruder des ehemaligen Familienoberhauptes Vincent Gigante. Auf Grund seines Alters wurde von seinem Rückzug als Boss ausgegangen; als nachfolgendes Oberhaupt gilt Daniel Leo.